# Nikolai Nikolajewitsch Dobrynin

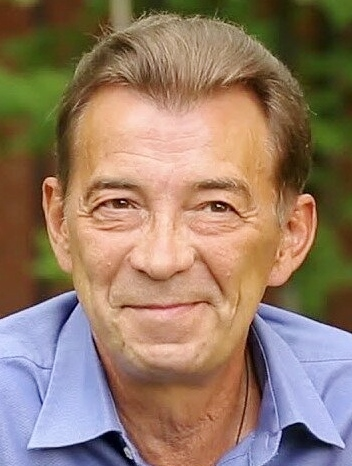
Nikolai Nikolajewitsch Dobrynin, 2024

Nikolai Nikolajewitsch Dobrynin (Николай Николаевич Добрынин; * 17. August 1963 in Taganrog, Region Rostow, RSFSR, UdSSR) ist ein sowjetischer und russischer Theater-, Film- und Synchronsprecher und Geehrter Künstler Russlands (2017).

## Biografie
Dobrynin wurde in Taganrog in der Maxim-Gorki-Straße 4 als Sohn eines Polizisten und einer Handelsangestellten geboren. Sein Vater starb früh. Er wurde von seinem älteren Bruder erzogen. In der Schauspielabteilung des Staatlichen Instituts für Theaterkunst in Moskau absolvierte er 1985 eine Ausbildung. Seit 1994 arbeitet er am Roman-Wiktjuk-Theater.

## Filmographie
- 1989: Bindyuzhnik und der König
- 1990: The Mystifier
- 2008–2013: Matchmakers